# Szlarnik popielaty
Szlarnik popielaty (Zosterops mauritianus) – gatunek małego ptaka z rodziny szlarników (Zosteropidae). Jest endemitem wyspy Mauritius. IUCN uznaje go za gatunek najmniejszej troski.

## Systematyka
Pierwszego naukowego opisu taksonu dokonał niemiecki przyrodnik Johann Friedrich Gmelin, nadając mu nazwę Motacilla mauritiana. Opis ukazał się w 1789 roku w 13. edycji linneuszowskiego Systema Naturae. Autor jako miejsce typowe wskazał Isle de Franc (obecnie Mauritius). Gatunek monotypowy. Do niedawna szlarnik popielaty był zwykle uważany za podgatunek szlarnika białorzytnego (Zosterops borbonicus), ale – jak wykazano w 2010 – oba taksony różnią się genetycznie.

### Etymologia
- Zosterops (Fosterops): gr. ζωστηρ zōstēr, ζωστηρος zōstēros „pas”; ωψ ōps, ωπος ōpos „oko”[11],
- mauritiana / mauritianus: od wyspy Mauritius[12].

## Morfologia
Mały ptak o szpiczastym, lekko zakrzywionym, średnio długim, czarniawym dziobie. Nogi i stopy czarniawo-szare. Tęczówki brązowe lub brązowoczerwone. Nie występuje dymorfizm płciowy. Obie płcie mają górne części ciała szare. Brak charakterystycznych dla tego rodzaju obrączek ocznych. Czoło i góra głowy szare, od dzioba w kierunku oka czarniawy pasek, który rozdziela się na dwie części i okala oko. Podgardle, gardło i policzki kremowobiaławe, boki szyi szare, pierś bladoszara, brzuch kremowobiały, boki z oliwkowobrązowym odcieniem. Zad i pokrywy podogonowe białe. Ogon krótki, ciemnoszaro-brązowy. Skrzydła szare z czarniawymi brzegami lotek. Młode osobniki mają bardziej oliwkowo-brązowe górne części ciała. Długość ciała 10,7–11,4 cm, masa ciała samce 7,5–10 g, samice 7,5–11 g.

## Zasięg występowania
Szlarnik popielaty występuje tylko na wyspie Mauritius. Zasięg występowania (EOO, Extent of Occurrence) według szacunków organizacji BirdLife International obejmuje około 2100 km².

## Ekologia
Najbardziej wszechstronny i potrafiący przystosować się do habitatu gatunek oprócz introdukowanego na Mauritius bilbila zbroczonego. Zamieszkuje wszystkie zalesione siedliska z drzewami i krzewami, także ogrody, plantacje, suche sawanny nizinne oraz podmokłe lasy. Odwiedza plantacje herbaty, ogrody, nieużytki i ogrody miejskie. Ptak ten występuje na wysokościach od poziomu morza do Piton de la Petite Rivière Noire, najwyższego punktu na Mauritiusie (826 m n.p.m.). Jest gatunkiem osiadłym. Długość pokolenia jest określana na 3,5 roku.
Dieta tego gatunku składa się głównie z nektaru i owadów. Wśród owadów na pierwszym miejscu są pluskwiaki, a wśród nich zaobserwowano częste spożywanie gatunku Flatopsis nivea, w dalszej kolejności prostoskrzydłe (Orthoptera) (koniki polne i świerszcze) i motyle (Lepidoptera). Nektar głównie z gatunków obcych takich jak lantana pospolita, herbata chińska (Camellia sinensis), kuflik cytrynowy (Callistemon citrinus), eukaliptus mocny (Eucalyptus robusta), inne gatunki eukaliptusa i czapetka jambos (Syzygium jambos). Z gatunków rodzimych można wymienić m.in. Roussea simplex, Bertieria zaluziana, różne rośliny z rodzaju Sideroxylon i prawdopodobnie z rodzaju Gaertnera.
Żeruje głównie w grupach liczących 3–6 osobników, ale także pojedynczo, w parach oraz w dużych grupach czasami dochodzących do 100 osobników. Niekiedy do żerujących stad dołączają inne gatunki ptaków: szlarnik maurytyjski (Zosterops chloronothos), wikłacz maurytyjski (Foudia rubra) czy bilbil zbroczony (Pycnonotus jocosus) oraz gatunki z rodzaju Coracina i z rodziny monarek.

### Rozmnażanie
Sezon lęgowy przypada na okres od września do marca. Gniazda buduje na gałęziach drzew, często sosen (Pinus), na wysokości od 1 do 13 metrów, zazwyczaj 4–8 m nad poziomem gruntu. Gniazda w kształcie cienkiej, ale solidnej miseczki o wewnętrznej średnicy około 50 mm, zbudowane są z mchu, porostów, liści i korzonków, czasami suchej trawy, połączonej ze sobą przy pomocy nici pajęczej. Gniazda wyścielone są delikatnym włosiem. Czas ich budowy to około 4–5 dni. Czasami zgrupowane są w półkoloniach w odległości 5–10 m od siebie. Jak wykazały badania, sukces lęgowy szlarnik popielaty osiąga zaledwie w 7–8%, z czego większość niepowodzeń jest spowodowana przez drapieżniki. Jedynym potwierdzonym drapieżnikiem, który zagraża jego lęgom, jest szczeciak maurytyjski (Hypsipetes olivaceus). W lęgu zazwyczaj dwa, czasami trzy jasnoniebieskie jaja o wymiarach 17 × 11,6 mm. Inkubacja trwa 12–13 dni, a zajmują się nią oboje rodzice. Po 10–14 dniach od wylęgu pisklęta zaczynają opuszczać gniazdo, po około następnych 2 tygodniach stają się niemal samodzielne.

## Status zagrożenia
W Czerwonej księdze gatunków zagrożonych Międzynarodowej Unii Ochrony Przyrody gatunek ten został zaliczony do kategorii LC (ang. Least Concern – gatunek najmniejszej troski). Liczebność populacji obecnie nie jest oszacowana. BirdLife International ocenia trend liczebności populacji jako trudny do określenia.